# Coeliccia poungyi
Coeliccia poungyi – gatunek ważki z rodziny pióronogowatych (Platycnemididae).